# Baudouinia fluggeiformis
Baudouinia fluggeiformis – gatunek roślin z rodziny bobowatych. Występuje endemicznie na terenie Madagaskaru, w Parku Narodowym Ankarafantsika. W języku malgaskim bywa nazywany Mpanjakabenitany. Kwitnie od sierpnia do grudnia, a owocują od września do maja.

## Morfologia
PokrójKrzew dorastający do 15 m wysokości i 50 cm szerokości. Pień jest nieregularnie, głęboko prążkowany.
LiścieNa końcach gałęzi liście są bardziej błyszczące. Zrzuca starsze i zniszczone liście.
KwiatyMają 5 małych płatków barwy żółtej.